# Alpine A522
Chronologie des modèles (2022)
Alpine A521 Alpine A523
L'Alpine A522 est la monoplace de Formule 1 engagée par l'écurie française Alpine F1 Team dans le cadre de la saison 2022 du championnat du monde de Formule 1.
Elle est pilotée par le Français Esteban Ocon et l'Espagnol Fernando Alonso.

## Présentation

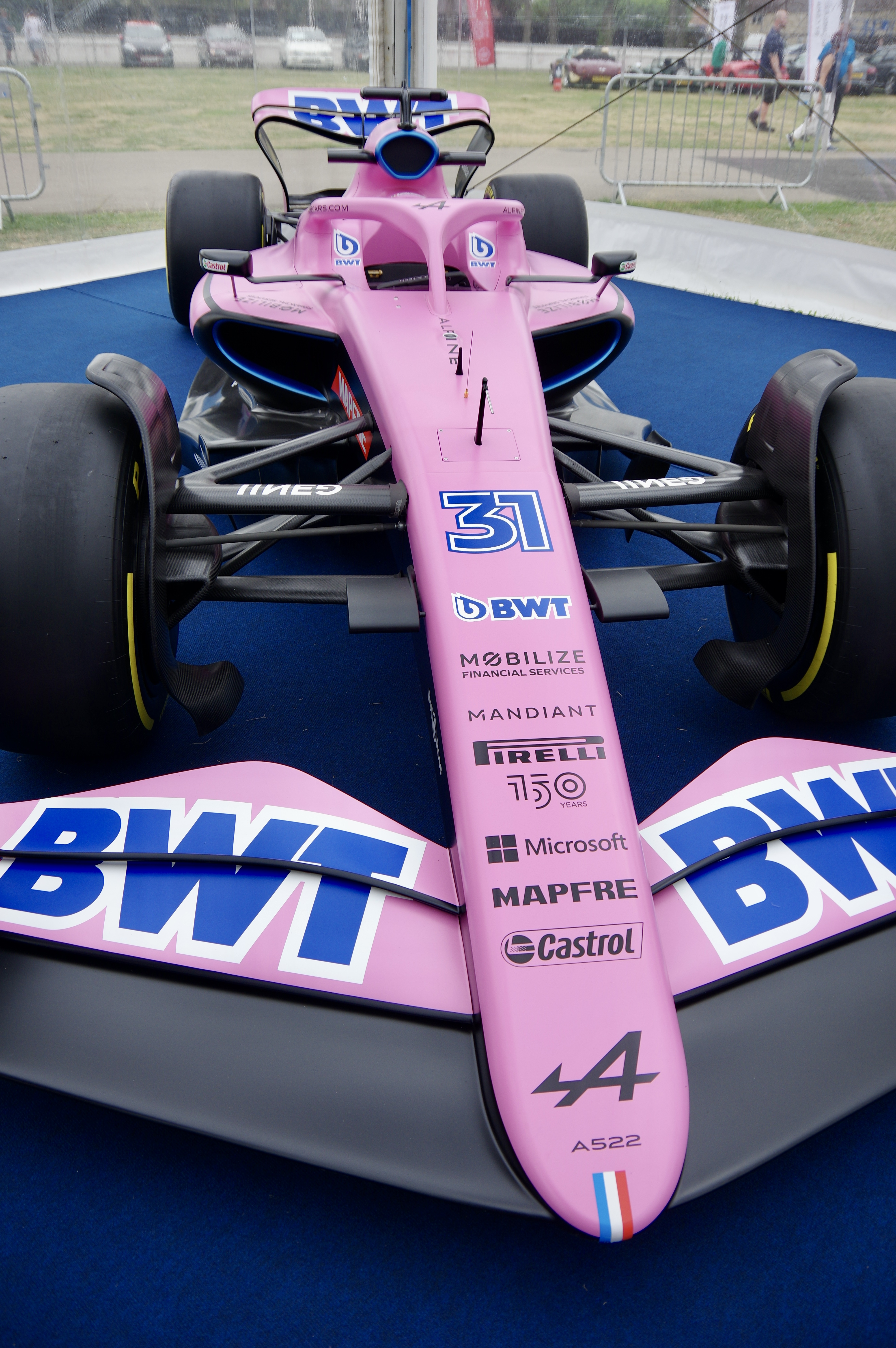
L'Alpine A522 dans sa livrée rose pour les deux premiers Grands Prix de la saison 2022.

L'Alpine A522 est présentée le 21 février 2022 au Palais de Tokyo à Paris où est dévoilée la nouvelle monoplace conforme à la réglementation 2022, ainsi que ses deux livrées. La première livrée, majoritairement rose pour mettre en avant le nouveau sponsor BWT, sera utilisée pour les premiers Grands Prix de la saison de Bahreïn et d'Arabie saoudite. La seconde livrée, à dominance bleu électrique avec touche de rose, sera utilisée pour le restant de la saison.

## Caractéristiques techniques
De nombreux changements sont introduits avec la nouvelle réglementation technique : les déflecteurs latéraux sont supprimés, le museau simplifié et l'aileron arrière agrandi. Pour réduire la perte d'appui dans le sillage des monoplaces, la nouvelle réglementation met l'accent sur une plus grande part d'appui généré via l'effet de sol. Pour cela, le fond plat laisse place à deux longs tunnels Venturi en forme d'aile d'avion inversée situés au niveau des pontons. Le flux d'air se trouve comprimé dans la zone la plus étroite entre la monoplace et la piste créant ainsi une dépression sous la voiture. Ce flux subit une accélération au moment de quitter cette zone créant par conséquent une surpression au-dessus du diffuseur. Ces deux phénomènes aboutissent à un effet de succion qui permet de plaquer la monoplace au sol tout en réduisant le flux d'air sale. Par ailleurs, la masse des monoplaces augmente de 25 kg avec l'ajout de nouveaux éléments de sécurité et à cause des nouveaux pneus de 18 pouces. 
| Caractéristiques | Valeur                         |
| ---------------- | ------------------------------ |
| Nom              | Renault E-Tech RE22            |
| Type             | V6 à 90°                       |
| Disposition      | Longitudinale centrale arrière |
| Soupapes         | 24                             |
| Cylindrée        | 1600 cm³                       |
| Alésage          | 80 mm                          |
| Alimentation     | Injection directe              |
| Suralimentation  | Turbo                          |
| Puissance        | 914 ch                         |

## Résultats en championnat du monde de Formule 1
| Saison | Écurie         | Moteur                             | Pneus   | Pilotes         | Courses | Courses | Courses | Courses | Courses | Courses | Courses | Courses | Courses | Courses | Courses | Courses | Courses | Courses | Courses | Courses | Courses | Courses | Courses | Courses | Courses | Courses | Points inscrits | Classement |
| Saison | Écurie         | Moteur                             | Pneus   | Pilotes         | 1       | 2       | 3       | 4       | 5       | 6       | 7       | 8       | 9       | 10      | 11      | 12      | 13      | 14      | 15      | 16      | 17      | 18      | 19      | 20      | 21      | 22      | Points inscrits | Classement |
| ------ | -------------- | ---------------------------------- | ------- | --------------- | ------- | ------- | ------- | ------- | ------- | ------- | ------- | ------- | ------- | ------- | ------- | ------- | ------- | ------- | ------- | ------- | ------- | ------- | ------- | ------- | ------- | ------- | --------------- | ---------- |
| 2022   | Alpine F1 Team | Renault E Tech 21 V6 turbo hybride | Pirelli |                 | BAH     | SAU     | AUS     | EMI     | MIA     | ESP     | MON     | AZE     | CAN     | GBR     | AUT     | FRA     | HON     | BEL     | P-B     | ITA     | SIN     | JAP     | USA     | MEX     | SAO     | ABU     | 173             | 4e         |
| 2022   | Alpine F1 Team | Renault E Tech 21 V6 turbo hybride | Pirelli | Fernando Alonso | 9e      | Abd.    | 17e     | Abd.    | 11e     | 9e      | 7e      | 7e      | 9e      | 5e      | 10e     | 6e      | 8e      | 5e      | 6e      | Abd.    | Abd.    | 7e      | 7e      | Abd.    | 5e      | Abd.    | 173             | 4e         |
| 2022   | Alpine F1 Team | Renault E Tech 21 V6 turbo hybride | Pirelli | Esteban Ocon    | 7e      | 6e      | 7e      | 14e     | 8e      | 7e      | 12e     | 10e     | 6e      | Abd.    | 5e      | 8e      | 9e      | 7e      | 9e      | 11e     | Abd.    | 4e      | 11e     | 8e      | 8e      | 7e      | 173             | 4e         |

Légende : ici 